# マルヴォレント・クリエイション
マルヴォレント・クリエイション（Malevolent Creation）は、アメリカ、ニューヨーク州バッファロー出身のデスメタル・バンドである。ニューヨークを中心活動を行っていたが、後にフロリダ州タンパへ活動の場を移す。　
カンニバル・コープス、サフォケイションらと共にニューヨークを中心に活動を行い、デス、モービッド・エンジェル、オビチュアリーらのフロリダ勢と共に、1990年代初頭のアメリカ・デスメタル・シーンの発展を支え、世界中のデスメタル・バンドに影響を与えた。
また彼らがレコーディングに使用したフロリダ州タンパのモリサウンドとそこを拠点に活躍していた音楽プロデューサーのスコット・バーンズが作り出すサウンドは世界中のデスメタル・バンドの憧れになり、世界中のデスメタル・バンドが次々とレコーディングに訪れるようになった。
一聴してマルヴォレント・クリエイションだと分かるほど独特なメロディを備えたリフが特徴。初期はスラッシュメタル的な色合いを残したデスメタルであったが、徐々にブルータルデスメタルやデスラッシュ的な要素が色濃くなっていった。近年のアルバムではより攻撃的なスタイルへと変化し、現在も活動を継続している。
初期から現在にいたるまで常にメンバーが流動的で、ほぼ毎アルバムごとにいずれかのメンバーが入れ替わっていることでも知られる。

## ディスコグラフィ

### スタジオ・アルバム
- The Ten Commandments (1991年)
- 『リトリビューション』 - Retribution (1992年)
- 『スティルボーン』 - Stillborn (1993年)
- 『イターナル』 - Eternal (1995年)
- In Cold Blood (1997年)
- The Fine Art of Murder (1998年)
- Envenomed (2000年)
- The Will to Kill (2002年)
- Warkult (2004年)
- Doomsday X (2007年)
- Invidious Dominion (2010年)
- 『デッド・マンズ・パス』 - Dead Man's Path (2015年)
- The 13th Beast  (2019年)

### ライブ・アルバム
- Conquering South America (2004年)
- Live at the Whiskey (2008年)
- Australian Onslaught (2010年)

### コンピレーション・アルバム
- At Death's Door II (2009年、Roadrunner) ※オムニバス。「Piece by Piece」 (スレイヤーのカバー)収録
- Joe Black (1996年、Pavement Music)
- Manifestation (2000年、Pavement Music)
- The Best of Malevolent Creation (2003年、Roadrunner)
- Retrospective (2005年、Crash Music)
- Essentials (2009年、Crash Music)